# Niphobleta niveosparsa
Niphobleta niveosparsa är en skalbaggsart som beskrevs av Ernst Gustav Kraatz 1880. Niphobleta niveosparsa ingår i släktet Niphobleta och familjen Cetoniidae. Inga underarter finns listade i Catalogue of Life.